# La detonación
La detonación es una obra de teatro de Antonio Buero Vallejo, estrenada en el Teatro Bellas Artes de Madrid el 20 de septiembre de 1977.

## Argumento
La obra gira en torno a la vida y muerte del escritor y periodista español del siglo XIX Mariano José de Larra. Tras ser abandonado por su amante, Dolores Armijo, Larra se suicida. La acción se sitúa en el momento previo al disparo que acaba con la vida del periodista, y recrea los instantes más relevantes de su vida, planteando sus problemas con la censura, su aspiración a escribir en libertad y transmitir al público su visión de la España corrupta que le tocó vivir.

## Estreno
- Dirección: José Tamayo.
- Escenografía: Vicente Vela.
- Intérpretes: Juan Diego (Larra), Pablo Sanz, Luis Lasala, Alfonso Godá, Fernando Conde, Primitivo Rojas, Luis Perezagua.